# ورقة مركبة
الورقة المركبة(بالإنجليزية: Compound leaf) هي ورقة نباتية تتكون من وريقتين أو أكثر. من أنواعها:

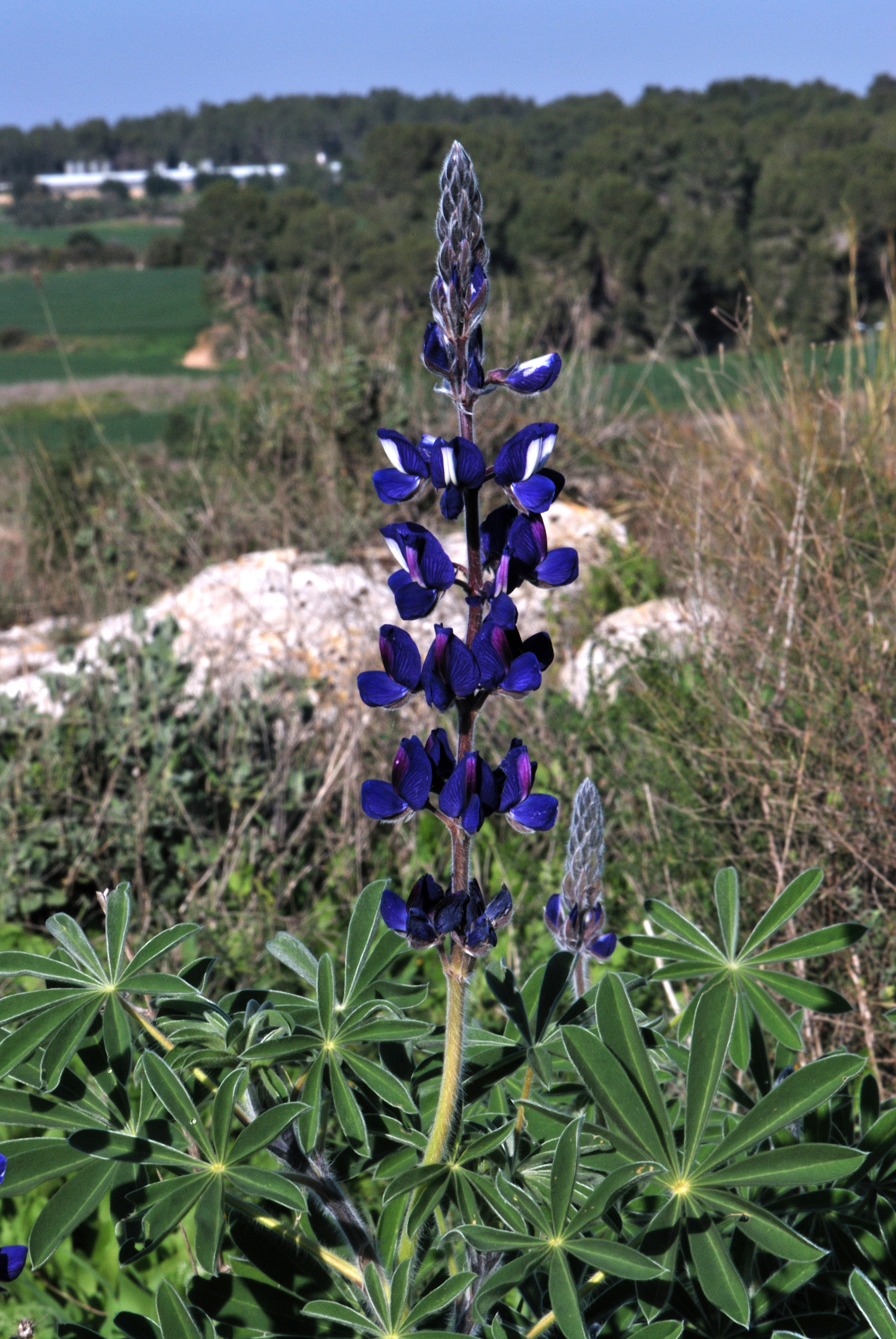
أوراق مركبة كفية لنبات الترمس الشعري

- ورقة مركبة ثلاثية
- ورقة مركبة ريشية
- ورقة مركبة كفية (بالإنجليزية: Palmately compound leaf)